# Kajetan Abgarowicz
Kajetan Abgarowicz herbu własnego, ps. Abgar Sołtan (ur. 7 sierpnia 1856 w Czerniowie, zm. 27 lipca 1909 w Truskawcu) – polski dziennikarz, powieściopisarz i nowelista pochodzenia ormiańskiego, reprezentant gawędy szlacheckiej.

## Życiorys
Urodził się w Czerniowie koło Stanisławowa, w rodzinie ziemiańskiej, polskich Ormian, jako syn Franciszka Wincentego i Salomei z Przysieckich. Miał dwie siostry – urodzoną w 1859 r. Marię Annę Franciszkę i urodzoną w 1862 r. Annę Marię. Uczył się w szkołach w Stanisławowie i Lwowie. Rozpoczął studia we Lwowie, które przerwał w 1875 r. aby, po śmierci ojca, pomóc matce w zarządzaniu dzierżawionym majątkiem ziemskim, Oleksińcem. 28 kwietnia 1896 r. poślubił polską Ormiankę, Zofię Józefę Klementynę Łukasiewicz. Mieszkali w dzierżawionym majątku Dubienko, w pow. buczackim, do 1908 r. Oleksiniec oddał w zarządzanie mężowi siostry, Anny Wilczyńskiej. Aktywnie angażował się w rolnictwo, hodował konie arabskie, należał do Towarzystwa Łowieckiego. W wolnym czasie zaczytywał się w dziełach Sienkiewicza. 17 stycznia 1903 r. odniósł obrażenia w wypadku kolejowym, wskutek czego wywiązała się choroba serca. Leczył się w kurorcie uzdrowiskowym w Truskawcu, gdzie zmarł na udar serca 27 lipca 1909 r.

## Twórczość

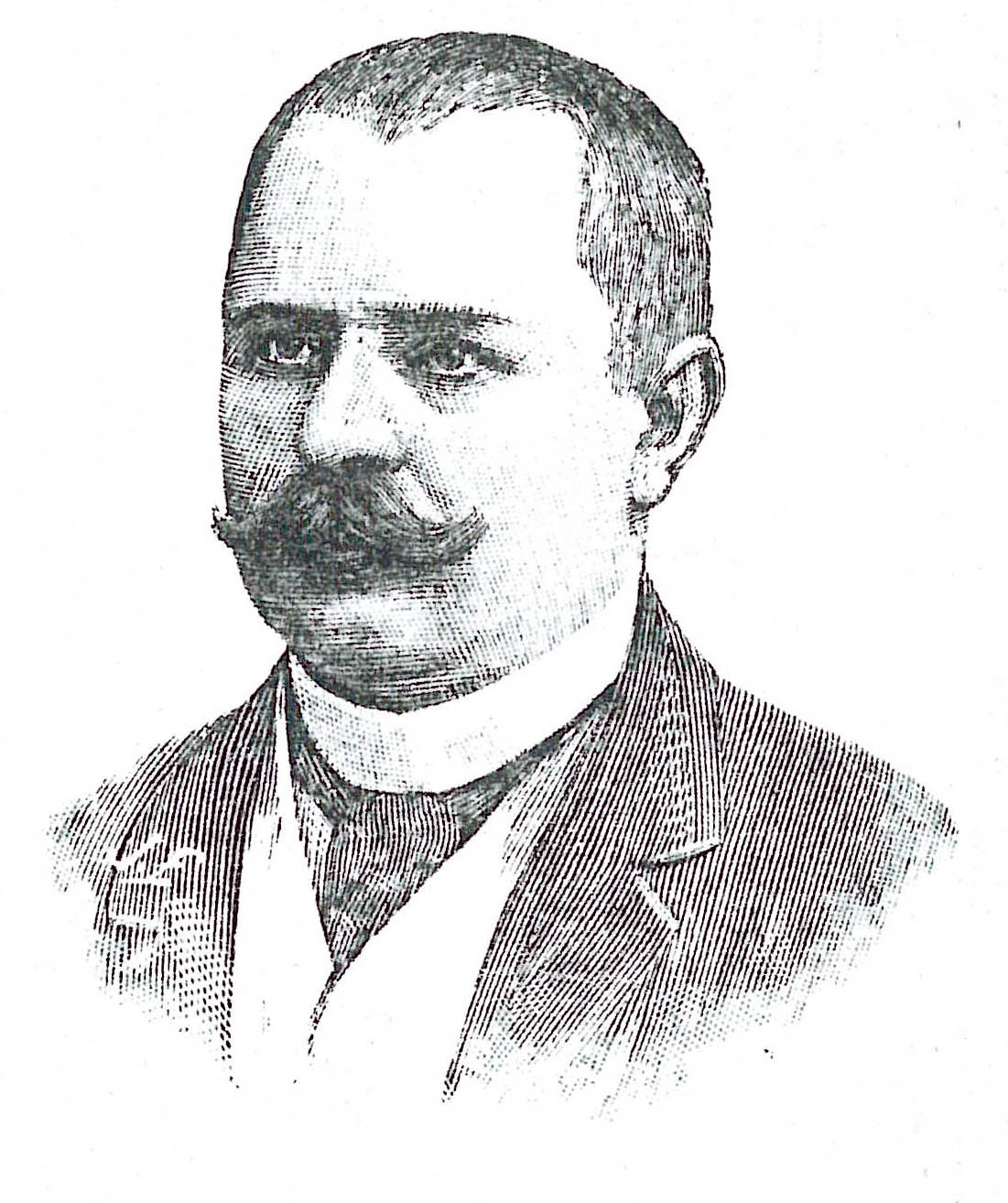
Abgar Sołtan, portret rysunkowy, „Tygodnik Ilustrowany”, 1909, nr 32

W 1883 r. rozpoczął działalność publicystyczno-literacką, publikując Z Multańskich kresów w rubryce Korespondecyje, w piśmie „Rola” (nr 16, 31). Od 1883 r. współpracował z „Krajem”, od 1890 r. z „Tygodnikiem Ilustrowanym” i od 1893 r. „Gazetą Lwowską”.  Pisał felietony do Hodowcy i Rolnika . W 1889 r. zadebiutował w prasie jako nowelista. W 1901 r. został współzałożycielem i jednocześnie redaktorem naczelnym, wydawanego we Lwowie, dziennika „Przedświt”. Prowadził w nim także dział literacki. Współpracował też z czasopismami lwowskimi, krakowskimi i warszawskimi, m.in.: „Słowo Polskie”, „Czas”, „Nowa Reforma”.  
Twórczość literacka Abgarowicza mieści się w nurcie gawędy szlacheckiej. Była popularna wśród współczesnych mu czytelników, szczególnie we wschodniej Galicji. Opowiadania, nowele i powieści Abgarowicza najczęściej koncentrowały się na tematyce życia szlachty podolskiej, Bukowiny, Pokucia, a szczególnie Huculszczyzny. Ukazywały młodych ziemian prowadzących bujne życie towarzyskie i uczuciowe. Pisarz dążył do ugody między Polakami a Rusinami co znajdowało odbicie w jego twórczości. Postacie, należące do obu tych wspólnot, pojawiają się w jego utworach, podobnie jak charaktery z najbliższego mu, ormiańskiego, sąsiedztwa. Ukazywał zażyłość kulturową z całym tym wieloetnicznym regionem, w którym wyrósł.
Do jego najbardziej znanych utworów należą powieści: Klub nietoperzy (1892 – pierwsza wydana powieść), Polubowna ugoda (1894), zbiór nowel: Z wiejskiego dworu (1895), a także zbiory opowiadań i szkiców regionalno-historycznych: Z carskiej imperii (1892), Rusini (1893), Widziane i odczute (1904). Publikował pod pseudonimem literackim Abgar Sołtan, który przybrał po przodku z XVIII wieku, kupcu ze Stanisławowa.

## Wybrane dzieła

### Powieści
- Klub nietoperzy, 1892
- Zawiedziona nadzieja, 1894
- Polubowna ugoda, 1894
- Nea, 1901
- Rywale, 1904
- Nie ma metryki, 1894

### Nowele i opowiadania
- Z wiejskiego dworu, 1895
- Dobra nauczka, 1896
- Ilko Szwabiuk, 1896
- Do celu, 1893

### Szkice literackie
- Z carskiej imperyi, 1892
- Józef Jerzy Hordyński-Fed'kowicz. Poeta rusiński na Bukowinie, 1892
- Rusini, 1893
- Panna Siekierczanka 1897
- Widziane i odczute, 1904